# Tmesisternus denticollis
Tmesisternus denticollis là một loài bọ cánh cứng trong họ Cerambycidae.